# 張軏 (弘治舉人)
張軏（15世紀—16世紀），字信夫，山西澤州人，明朝政治人物。

## 生平
張軏是弘治十四年（1501年）辛酉科山西鄉試舉人，授隆慶州知州，當時明武宗行幸宣府，三次駐蹕澤州，邊將江彬、宦官張銳、守備孫璽、周琄等人肆意勒索，他都一一拒絕；有皇義子馬元吉犯法，他也依法拘捕，遭對方誣陷下東廠處分，他也不懼怕，不久朝廷證實他清白，巡按御史章綸讚賞：「當危險而存心，不失其正當；紛擾而遇事，不避其難直哉，守也。」改任萊州同知，三年內以才守著名，在任內去世。

## 引用
1. 1 2  雍正《澤州府志·卷三十六·人物志》：張軏，字信夫，弘治辛酉舉人，溫良貞諒、勤慎廉能，知隆慶州，時武宗行幸宣府，三駐蹕於境，嬖倖江彬、中璫張銳、守備孫璽、周琄輩要索肆橫，軏一切峻絕之；有皇義子馬元吉者其姪，以事屬軏繩以法無所狥，馬啣之遂誣奏軏，得旨命東廠處分，軏不懼竟得白，巡方章綸擊節歎曰：「當危險而存心，不失其正當；紛擾而遇事，不避其難直哉，守也。」遷萊州府同知，居萊三載才守益著，卒于官。